# Saint-Pierre-de-Trivisy
Saint-Pierre-de-Trivisy is een gemeente in het Franse departement Tarn (regio Occitanie) en telt 609 inwoners (1999). De plaats maakt deel uit van het arrondissement Castres.

## Geografie
De oppervlakte van Saint-Pierre-de-Trivisy bedraagt 35,2 km², de bevolkingsdichtheid is 17,3 inwoners per km².
De onderstaande kaart toont de ligging van Saint-Pierre-de-Trivisy met de belangrijkste infrastructuur en aangrenzende gemeenten.

## Demografie
Onderstaande figuur toont het verloop van het inwonertal (bron: INSEE-tellingen).